# Vranić (prijevoj)
Vranić je planinski prijevoj u Bosni i Hercegovini.
Smješten je između uzvisina Krstine (901 m) na jugozapadu i Kušanovac (1112 m) na istoku. Prijevoj razdvaja Posuško od Kočerinskog polja. Nalazi se na 742 metara nadmorske visine, jugoistočno od Posušja. Preko prijevoja vodi magistralna cesta M 6.1 između Posušja i Širokog Brijega.
Od 1969. godine na Vraniću djeluje istoimena osnovna škola. U podnožju Vranića, u Kočerinskom polju, nalazi se naselje Podvranić koje pripada širokobriješkoj općini.